# Världsmästerskapen i alpin skidsport 2021
Världsmästerskapen i alpin skidsport 2021 var den 46:e upplagan av världsmästerskapen i alpin skidsport och arrangerades den 7 till 21 februari 2021 i Cortina d'Ampezzo i Italien.
Det var den tredje gången mästerskapen äger rum i Cortina d'Ampezzo, som tidigare varit arrangörsort 1932 och 1956, och den sjätte gången i Italien, som senast var värdland när VM avgjordes i Bormio 2005. Orten kommer dessutom att stå värd för de alpina grenarna vid olympiska vinterspelen 2026.
13 tävlingar i alpin skidåkning anordnades, sex för damer, sex för herrar och en i mixade lag. Programmet hade sedan förra mästerskapet utökats med två grenar, parallellstorslalom för damer och för herrar, vilket var första gången individuella parallelltävlingar anordnades i VM.

## Tävlingsprogram
Alla tider anges i lokal tid (UTC+1).
| Datum       | Tid        | Tid        | Tävling                               |
| Datum       | Åk 1       | Åk 2       | Tävling                               |
| ----------- | ---------- | ---------- | ------------------------------------- |
| 8 februari  | uppskjutet | uppskjutet | Alpin kombination, damer              |
| 9 februari  | uppskjutet | uppskjutet | Super-G, damer                        |
| 9 februari  | uppskjutet | uppskjutet | Super-G, herrar                       |
| 10 februari | uppskjutet | uppskjutet | Alpin kombination, herrar             |
| 11 februari | 10:45      | 10:45      | Super-G, damer                        |
| 11 februari | 13:00      | 13:00      | Super-G, herrar                       |
| 12 februari |            |            |                                       |
| 13 februari | 11:00      | 11:00      | Störtlopp, damer                      |
| 14 februari | 11:00      | 11:00      | Störtlopp, herrar                     |
| 15 februari | 9:45       | 14:10      | Alpin kombination, damer              |
| 15 februari | 11:15      | 15:20      | Alpin kombination, damer              |
| 16 februari | 14:00      | 14:00      | Parallellstorslalom, damer och herrar |
| 17 februari | 12:15      | 12:15      | Parallellslalom, mixad lagtävling     |
| 18 februari | 10:00      | 13:30      | Storslalom, damer                     |
| 19 februari | 10:00      | 13:30      | Storslalom, herrar                    |
| 20 februari | 10:00      | 13:30      | Slalom, damer                         |
| 21 februari | 10:00      | 13:30      | Slalom, herrar                        |

## Medaljöversikt och resultat

### Damer
| Tävling                    | Guld                                                 | Guld    | Silver                 | Silver | Brons                           | Brons |
| -------------------------- | ---------------------------------------------------- | ------- | ---------------------- | ------ | ------------------------------- | ----- |
| Störtlopp detaljer         | Corinne Suter Schweiz                                | 1.34,27 | Kira Weidle Tyskland   | +0,20  | Lara Gut-Behrami Schweiz        | +0,37 |
| Super-G detaljer           | Lara Gut-Behrami Schweiz                             | 1.25,51 | Corinne Suter Schweiz  | +0,34  | Mikaela Shiffrin USA            | +0,47 |
| Storslalom detaljer        | Lara Gut-Behrami Schweiz                             | 2.30,66 | Mikaela Shiffrin USA   | +0,02  | Katharina Liensberger Österrike | +0,09 |
| Slalom detaljer            | Katharina Liensberger Österrike                      | 1.39,50 | Petra Vlhová Slovakien | +1,00  | Mikaela Shiffrin USA            | +1,98 |
| Alpin kombination detaljer | Mikaela Shiffrin USA                                 | 2.07,22 | Petra Vlhová Slovakien | +0,86  | Michelle Gisin Schweiz          | +0,89 |
| Parallell detaljer         | Marta Bassino ItalienKatharina Liensberger Österrike | 23,93   |                        |        | Tessa Worley Frankrike          | 24,46 |

### Herrar
| Tävling                    | Guld                         | Guld    | Silver                      | Silver | Brons                       | Brons |
| -------------------------- | ---------------------------- | ------- | --------------------------- | ------ | --------------------------- | ----- |
| Störtlopp detaljer         | Vincent Kriechmayr Österrike | 1.37,79 | Andreas Sander Tyskland     | +0,01  | Beat Feuz Schweiz           | +0,18 |
| Super-G detaljer           | Vincent Kriechmayr Österrike | 1.19,41 | Romed Baumann Tyskland      | +0,07  | Alexis Pinturault Frankrike | +0,38 |
| Storslalom detaljer        | Mathieu Faivre Frankrike     | 2.37,25 | Luca de Aliprandini Italien | +0,63  | Marco Schwarz Österrike     | +0,87 |
| Slalom detaljer            | Sebastian Foss Solevåg Norge | 1.46,48 | Adrian Pertl Österrike      | +0,21  | Henrik Kristoffersen Norge  | +0,46 |
| Alpin kombination detaljer | Marco Schwarz Österrike      | 2.05,86 | Alexis Pinturault Frankrike | +0,04  | Loïc Meillard Schweiz       | +1,12 |
| Parallell detaljer         | Mathieu Faivre Frankrike     | 22,47   | Filip Zubčić Kroatien       | +0,48  | Loïc Meillard Schweiz       | 22,95 |

### Mixad lagtävling
| Tävling            | Guld | Guld | Silver                                                                                                 | Silver | Brons                                                                                     | Brons |
| ------------------ | --- | ---- | --- | ------ | ----------------------------------------------------------------------------------------- | ----- |
| Parallell detaljer | Norge Kristina Riis-Johannessen Thea Louise Stjernesund Sebastian Foss-Solevåg Fabian Solheim Kristin Lysdahl | 3–1  | Sverige Estelle Alphand Sara Hector Kristoffer Jakobsen Mattias Rönngren Jonna Luthman William Hansson | 1–3    | Tyskland Emma Aicher Andrea Filser Stefan Luitz Alexander Schmidt Lena Dürr Linus Straßer | 2–2   |

## Medaljliga
| Pl.                   | Nation                | Guld | Silver | Brons | Totalt |
| --------------------- | --------------------- | ---- | ------ | ----- | ------ |
| 1                     | Österrike             | 5    | 1      | 2     | 8      |
| 2                     | Schweiz               | 3    | 1      | 5     | 9      |
| 3                     | Frankrike             | 2    | 1      | 2     | 5      |
| 4                     | Norge                 | 2    | 0      | 1     | 3      |
| 5                     | USA                   | 1    | 1      | 2     | 4      |
| 6                     | Italien               | 1    | 1      | 0     | 2      |
| 7                     | Tyskland              | 0    | 3      | 1     | 4      |
| 8                     | Slovakien             | 0    | 2      | 0     | 2      |
| 9                     | Kroatien              | 0    | 1      | 0     | 1      |
| 9                     | Sverige               | 0    | 1      | 0     | 1      |
| Totalt antal medaljer | Totalt antal medaljer | 14   | 12     | 13    | 39     |